# 손소영 (1976년)
손소영(1976년 4월 23일 ~ )은 대한민국의 여자 배우이다.

## 생애
신장은 168cm이고 체중은 48kg인 그녀는 1976년 4월 23일 출생(황소자리/ 용 띠/ A형)으로 서울예술대학 방송연예학과(96학번)를 전문학사 졸업하였으며 1997년 MBC 문화방송 공채 탤런트 26기에 합격하여 단역들을 거친 뒤 MBC 시트콤 세친구에서 미쓰땡큐편에서 윤다훈걸로 섹시하고 세련된 백치미 역할의 미녀 이미지로 인기를 끌며 시청자들에게 어필하였다.
이후 다수의 드라마와 시트콤등에서 조연, 단역을 두루 거치면서, SBS 모닝와이드 손소영의 토요기행 코너의 리포터로 수년간 활동하다 2007년 결혼하여 1남을 얻었다.
가수 김현정의 곡으로 잘못 알려진 [이별의 권리]를 부른 당사자로 이 곡은 김효진과 함께 여성 듀오 [킹콩]으로 활동했던 1집에 수록된 곡이다.
기독교 신앙을 가진 대표적인 신실한 탤런트중에 하나로서 유명하다. 특기로는 재즈댄스, 일본어, 기타(베이스), 노래(CCM 찬양)등이 있다.

## 학력
- 서울예술대학 방송연예학과 전문학사

## 음반

### 정규 음반
- 《이별의 권리》 (1996년, 여성듀오 킹콩 1집)

1996년 /
program: Mac Vision /
작사,작곡,편곡 오현경 /
Recording Studio: 예당 /
Mixed by 정문원

## 출연작

### 텔레비전 드라마
- 《해바라기》 (1998년, MBC)
- 《순풍 산부인과》 (1999년, SBS)
- 《여비서》 (2000년, KBS2)
- 《덕이》 (2000년, SBS)
- 《논스톱》 (2000년, MBC)
- 《세 친구》 (2000년, MBC)
- 《이 부부가 사는 법》 (2001년, SBS)
- 《라이벌》 (2002년, SBS)

죄와벌 ( 2004 )

### 텔레비전 프로그램
- 《SBS 출발 모닝와이드》 (2003년) - 손소영의 토요기행 리포터

뮤지컬
- 《애정결핍이 두 남자에게 미치는 영향》  (뮤지컬) (2006년) 미미 역